# Augustin Nașcu
Augustin Nașcu (n. 1855 – d. 19 noiembrie 1920, Ceuașu de Câmpie) a fost învățător și deputat în Marea Adunare Națională de la Alba Iulia, organismul legislativ reprezentativ al „tuturor românilor din Transilvania, Banat și Țara Ungurească”, cel care a adoptat hotărârea privind Unirea Transilvaniei cu România, la 1 decembrie 1918.

## Biografie
Augustin Nașcu a fost învățător la Școala din Ceaușu de Câmpie, unde în 1873 erau înscriși 57 de școlari (25 băieți și 32 fete), iar în 1906, existau 110 școlari. A decedat la Ceaușu de Câmpie în data de 19 noiembrie 1920.

## Activitate politică

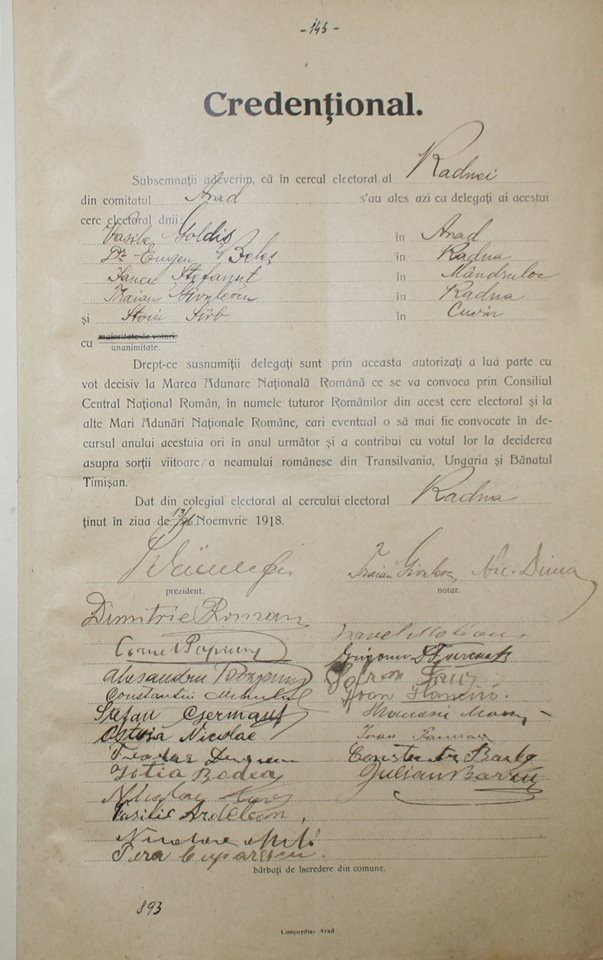
Credențional

A participat la Marea Adunare Națională de la Alba Iulia din 1918 în calitate de delegat al Reuniunii Învățătorilor Greco-Catolici din Pogăceaua.